# 2275 Cuitlahuac
2275 Cuitlahuac è un asteroide della fascia principale. Scoperto nel 1979, presenta un'orbita caratterizzata da un semiasse maggiore pari a 2,2967386 UA e da un'eccentricità di 0,1696553, inclinata di 6,38779° rispetto all'eclittica.
Prende il nome dal tlatoani azteco Cuitláhuac.